# Hryhorij Tschapkis

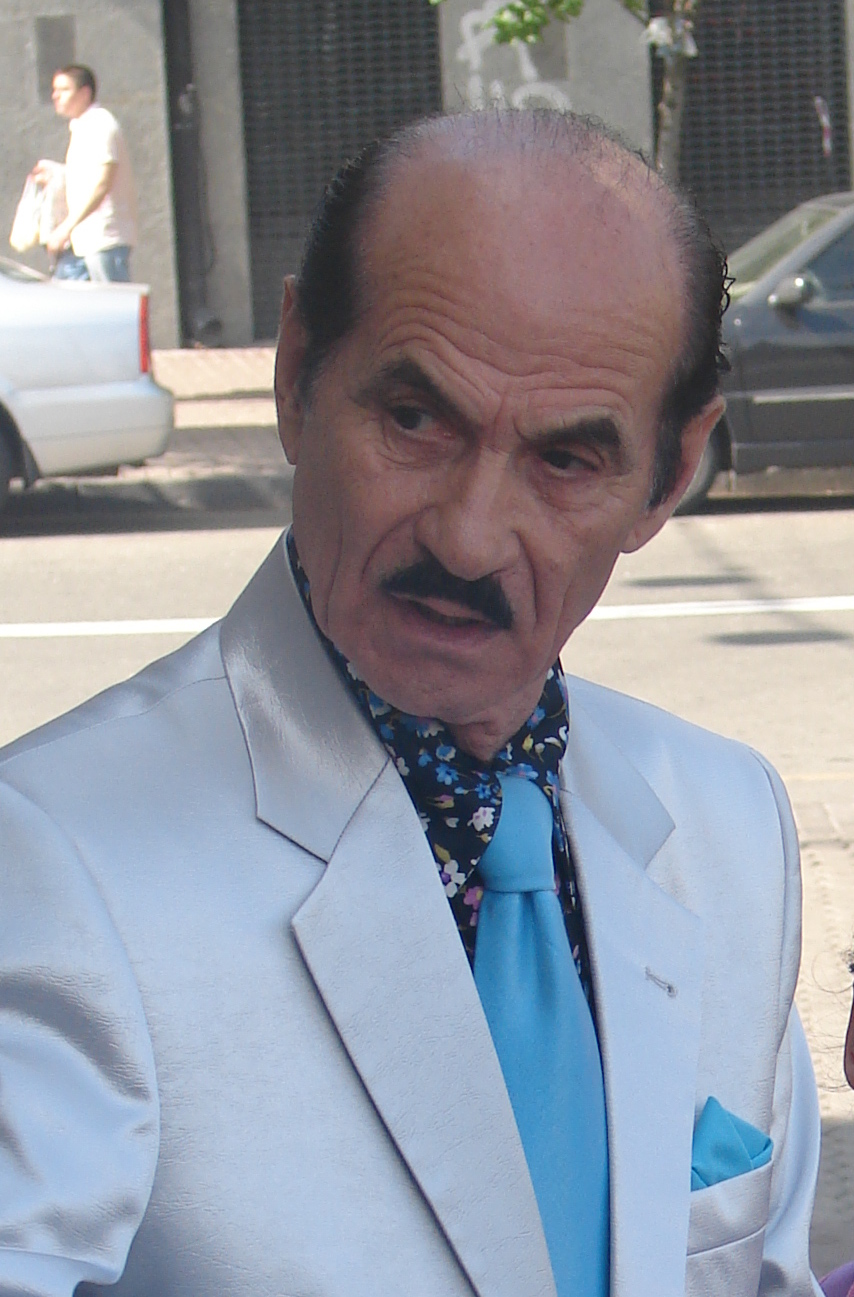
Hryhorij Tschapkis

Hryhorij Mykolajowytsch 	Tschapkis (ukrainisch Григорій Миколайович Чапкіс; * 24. Februar 1930 in Chișinău in Bessarabien im damaligen Königreich Rumänien; † 13. Juni 2021 in Kiew) ist ein ukrainischer Tänzer, Choreograph und Professor für Choreografie.

## Biographie
Tschapkis wurde im Februar 1930 im damals zu Rumänien gehörenden Chisinau geboren. Er hatte sechs Geschwister. Sein Vater war Schiffbauer und seine Mutter war Haushälterin. Ab 1945 besuchte er zunächst die Eisenbahnschule und wurde Tänzer des Gesangs- und Tanzensembles "Трудові резерви" (Arbeitsreserve) und trat vor Vertretern der Sowjetunion wie Josef Stalin, Kliment Jefremowitsch Woroschilow und Lasar Moissejewitsch Kaganowitsch auf. Seine tänzerische Ausbildung erwarb er am Kiewer Kulturinstitut und im Studio des Opernhauses. Seit 1955 war er Mitglied des Tanzensemble der Ukrainischen SSR unter der Leitung von Pawlo Wirskyj und reiste mit dem Ensemble um die Welt. Später wurde er Professor der Abteilung für zeitgenössische Choreografie an Nationalen Akademie der Bildenden Künste und Architektur und Professorin der Abteilung für Choreographie am Institut für Kunst der Borys-Hrintschenko-Universität Kiew. Tschapkis war dreimal verheiratet und hat eine Tochter und einen Sohn. Tschapkis war auch mehrfach Juror der ukrainischen Version von Strictly Come Dancing und anderen Tanzshows im Fernsehen. Chapkis war an der Vorbereitung und Einübung der Debütanten des Wiener Opernball 2006 beteiligt.
2021 starb Tschapkis infolge einer Coviderkrankung in Kiew und wurde auf dem Baikowe-Friedhof beigesetzt.

## Auszeichnungen (Auswahl)
- Volkskünstler der Ukraine
- Orden des Fürsten Jaroslaw des Weisen[5]